# Kommunikator (Psychologie)
Kommunikator ist im sozialpsychologischen Verständnis eine Person, die (etwa als Sender, Sprecher oder Schreiber) Informationen zu einem Thema vermittelt. Die Rolle des Kommunikators ist in der Regel, unsere Einstellung zu beeinflussen (also sie zu verstärken, zu schwächen oder zu verändern).
Ob wir einem Kommunikator Glauben schenken, also seine Information für glaubwürdig oder wahr halten, hängt von verschiedenen Faktoren ab.
In einer Sonderrolle ist der Kommunikator Mediator, wenn er sich auf einen anderen Kommunikator bezieht und dessen Botschaft an den Rezipienten (z. B. in gekürzter und redigierter Fassung) vermittelt. In der Psychologie hat sich daraus die Mediation als selbständige Methodik und Disziplin entwickelt.

## Glaubwürdigkeit

### Wahrgenommene Kompetenz
Die Glaubwürdigkeit eines Kommunikators wird durch die von uns wahrgenommene Kompetenz beeinflusst. Oft halten wir einen (scheinbaren) Experten für kompetenter als einen (scheinbaren) Laien.
In einer Untersuchung bot man Versuchspersonen einen Werbefilm für Zahncreme dar. Darin warb entweder ein Student oder ein Zahnarzt für eine Zahncreme. Obwohl die verlesene Information in beiden Fällen exakt die gleiche war, wirkte die Werbung glaubhafter, wenn sie den Zahnarzt zeigte.
In den fünfziger Jahren (also zur Zeit des Kalten Krieges) hörten Probanden in den USA eine Rede über russische Atom-U-Boote, die entweder von einem russischen oder einem US-amerikanischen Wissenschaftler verlesen wurde. Die verlesenen Informationen waren in beiden Fällen die gleichen. Trotzdem wirkte der US-amerikanische Wissenschaftler glaubhafter.

### Vertrauenswürdigkeit
Die wahrgenommene Vertrauenswürdigkeit hängt wesentlich davon ab, wie wir die Intentionen des Kommunikators einschätzen.
Sprecher wirken vertrauenswürdiger, wenn sie scheinbar gegen ihre persönlichen Interessen argumentieren: Eagly und Kollegen ließen einen Kommunikator eine Rede vortragen, welche ein Unternehmen bezichtigte, durch Abwasserableitung einen Fluss zu verschmutzen. Die Zuhörer wurden über den Sprecher informiert. Sagte man ihnen, der Redner sei „ein Student, der für das beschuldigte Unternehmen arbeitet“ oder „ein Politiker, der aus dem Unternehmensbereich kommt“, dann wirkte die Information glaubhafter. Wurden die Zuhörer informiert, der Sprecher sei „ein umweltpolitischer Aktivist“ wirkte die Rede unglaubwürdiger und die Hörer attribuierten die Informationen vor allem auf die „Voreingenommenheit“ des Kommunikators.
Zeugenaussagen wirken glaubhafter, wenn die Zeugen den Geschworenen im Gerichtsprozess in die Augen blicken, als wenn sie zu Boden schauen.
Menschen, die bereit sind für ihre Einstellungen Schmerzen oder persönliche Nachteile zu erleiden, wirken glaubhafter (z. B. Nelson Mandela, Mahatma Gandhi usw.).
Handelt der Kommunikator scheinbar uneigennützig, wirkt er glaubhafter: In einem Experiment von Cooper und Neuhaus mit einem vorgespielten Gerichtsprozess traten zwei Gutachter auf: Der eine wurde angeblich mit mehreren tausend Dollar, der andere mit wenigen hundert Dollar vergütet. Obwohl man die von ihnen vorgebrachten Gutachten in mehreren Versuchsgruppen vertauschte, wirkte stets der minderbezahlte Gutachter glaubwürdiger.

## Attraktivität

### Ähnlichkeit mit dem Zuhörer
Je größer die Ähnlichkeit mit dem Zuhörer, desto glaubwürdiger können Kommunikatoren wirken.
In einer Untersuchung wurden Personen beobachtet, die Farben in einem Fachhandel kauften. Unter der ersten Bedingung wirkte der Verkäufer sehr kompetent, hatte jedoch nur geringe Ähnlichkeit mit dem Käufer (z. B. „Ich kann Ihnen genau erklären, woraus die Farben zusammengesetzt sind und welche Haltbarkeit sie aufweisen. Zu dem Zweck, für den Sie die Farben benötigen habe ich diese noch nie selbst verwendet.“) Unter der zweiten Bedingung hatte der Verkäufer zwar eine große Ähnlichkeit mit dem Käufer, jedoch nur geringes Expertenwissen („Ich weiß leider nicht viel über die Farben. Aber ich habe letzte Woche genau wie sie mein Haus damit gestrichen.“). Die Käufer kauften mehr Farben, wenn der Verkäufer ihnen ähnlicher war.
Ähnlichkeit vs. Glaubwürdigkeit
Die Ähnlichkeit mit dem Kommunikator ist v. a. ausschlaggebend, wenn es sich um Fragen der persönlichen Präferenz handelt. Hier wird insbesondere die affektive Einstellungskomponente – also die gefühlsmäßige Bewertung – angesprochen (siehe Einstellung (Psychologie)). Wenn ich mich für einen Kuchen entscheiden soll, dann richte ich mich weniger danach, wenn jemand sagt: „Ich kann dir genau sagen, welchen Nährwert die Kuchen haben und was darin enthalten ist. Aber probiert habe ich sie selbst noch nicht.“ Da ist es für mich wichtiger, wenn mir jemand sagt: „Nimm den Kuchen - ich selbst finde ihn am leckersten!“.
Glaubwürdigkeit ist ausschlaggebender, wenn es sich um objektive Realitäten handelt. Dabei wird die kognitive Einstellungskomponente – also gespeicherte Informationen, Meinungen, Stellungnahmen – beeinflusst. Wenn ich ein Auto kaufen möchte, ist mir Kompetenz wichtiger („Dieses Auto hat folgende technische Eigenschaften: …“) als reine Ähnlichkeit („Ich bin dir ähnlich und finde das Auto blöd, obwohl ich nicht genau weiß, welche Eigenschaften es hat.“)
In einer Untersuchung von Goethals und Kollegen sollten Studenten Studienbewerber hinsichtlich ihrer Eignung für die Universität beurteilen. Eine Gruppe von ihnen (affektiv) sollten sie aufgrund ihrer Eignung für spätere Freundschaften einschätzen. Die andere Gruppe (kognitiv) sollten objektive Daten, wie Noten und Beurteilung verwenden, um zu ihrem Urteil über die Bewerber zu kommen. Danach versuchte ein Vertrauter des Versuchsleiters, der den Studenten entweder sehr ähnlich oder unähnlich war, deren Meinung über die Bewerber zu verändern. Wenn der Vertraute den Studenten ähnlich war, wurde die Meinung in der „Affektiv“-Gruppe stärker beeinflusst. War der Vertraute unähnlich, beeinflusste er die „Kognitiv“-Gruppe stärker.

### Physische Attraktivität
Physische Attraktivität verstärkt offensichtlich die Wirksamkeit eines Kommunikators.
Shelly Chaiken, Sozialpsychologie-Professorin der New York University, entwickelte das heuristische Modell der Überredung. Beispielsweise ließ sie experimentell in einer Untersuchung attraktive oder unattraktive Personen eine Umfrage auf dem Universitätskampus zur Einführung vegetarischer Speisen in der Mensa durchführen. Attraktive Sprecher erhielten mehr Unterschriften als unattraktive.

## Grenzen des Kommunikators

### Persönliche Betroffenheit des Zuhörers
Petty und Kollegen führten 1981 eine Untersuchung mit Studenten durch. Diese hörten eine Rede über die Einführung eines neuen Examens. Man teilte sie dabei in zwei Gruppen: der einen wurde gesagt, das Examen würde bereits in einem Jahr eingeführt (hohe persönliche Betroffenheit), die andere wurde informiert, das Examen würde erst in zehn Jahren eingeführt (niedrige persönliche Betroffenheit). Bei der Darstellung der Rede über das Examen wurden zwei Bedingungen variiert: Die Stärke der Argumente (stark vs. schwach) und die Glaubwürdigkeit des Redners (hoch – ein Professor vs. niedrig – ein Student). In der Gruppe der persönlichen Betroffenheit wurde die Einstellungsbildung vor allem durch die Qualität der Argumente beeinflusst. Bei geringer persönlicher Betroffenheit beeinflusste insbesondere die Glaubwürdigkeit des Sprechers die Meinungsbildung.

### Sleeper-Effekt
Je mehr Zeit zwischen der Vermittlung der Information durch den Kommunikator und dem Abruf der Einstellung vergeht, desto schwächer wird die Assoziation zwischen Sprecher und Information. Siehe Sleeper-Effekt.

## Belege
1. ↑  S. Chaiken - Social influence: The ontario symposium, 1987 - books.google.com
2. ↑  Heuristic versus systematic information processing and the use of source versus message cues in persuasion, Journal of Personality and Social Psychology, Vol 39(5), Nov 1980, 752-766. doi:10.1037/0022-3514.39.5.752.
3. ↑  Influence, Persuasion, and Personal Presentation
4. ↑  study shows that long-lasting attitude change is possible even though a source is perceived as biased (Memento des Originals vom 5. Januar 2014 im Internet Archive)  Info: Der Archivlink wurde automatisch eingesetzt und noch nicht geprüft. Bitte prüfe Original- und Archivlink gemäß Anleitung und entferne dann diesen Hinweis., University of Iowa CRISP Volume 8, Number 3, Publication date: 9 October 2002, abgerufen am 5. August 2014